# Polacy na mistrzostwach świata juniorów w łyżwiarstwie figurowym
Polacy na mistrzostwach świata juniorów w łyżwiarstwie figurowym – występy reprezentantów Polski na mistrzostwach świata juniorów w zawodach łyżwiarstwa figurowego.
| Złoto | Srebro | Brąz | Razem |
| ----- | ------ | ---- | ----- |
| 1     | 1      | 2    | 4     |

## Wyniki
| Rok                                             | Miejsce                                         | Soliści                                         | Solistki                                        | Pary sportowe                                   | Pary taneczne                                                                                                | Źr.                                             |                                                 |
| Polacy nie startowali na MŚJ w latach 1976–1978 | Polacy nie startowali na MŚJ w latach 1976–1978 | Polacy nie startowali na MŚJ w latach 1976–1978 | Polacy nie startowali na MŚJ w latach 1976–1978 | Polacy nie startowali na MŚJ w latach 1976–1978 | Polacy nie startowali na MŚJ w latach 1976–1978                                                              | Polacy nie startowali na MŚJ w latach 1976–1978 | Polacy nie startowali na MŚJ w latach 1976–1978 |
| ----------------------------------------------- | ----------------------------------------------- | ----------------------------------------------- | ----------------------------------------------- | ----------------------------------------------- | --- | ----------------------------------------------- | ----------------------------------------------- |
| 1979                                            | Augsburg                                        | 6 – Grzegorz Filipowski                         | DNS                                             | DNS                                             | 11 – Iwona Bielas / Jacek Jasiaczek                                                                          |                                                 |                                                 |
| 1980                                            | Megève                                          | 6 – Grzegorz Filipowski 15 – Andrzej Strzelec   | DNS                                             | DNS                                             | 9 – Iwona Bielas / Jacek Jasiaczek                                                                           |                                                 |                                                 |
| Polacy nie startowali na MŚJ w latach 1981–1982 |                                                 |                                                 |                                                 |                                                 | |                                                 |                                                 |
| 1983                                            | Sarajewo                                        | 8 – Andrzej Strzelec                            | DNS                                             | DNS                                             | 14 – Beata Kawełczyk / Tomasz Politański                                                                     |                                                 |                                                 |
| 1984                                            | Sapporo                                         | DNS                                             | DNS                                             | DNS                                             | 8 – Honorata Górna / Andrzej Dostatni                                                                        |                                                 |                                                 |
| Polacy nie startowali na MŚJ w 1985 r.          |                                                 |                                                 |                                                 |                                                 | |                                                 |                                                 |
| 1986                                            | Sarajewo                                        | DNS                                             | DNS                                             | DNS                                             | 13 – Jolanta Zagórska / Andrzej Sząszor                                                                      |                                                 |                                                 |
| Polacy nie startowali na MŚJ w latach 1987–1988 |                                                 |                                                 |                                                 |                                                 | |                                                 |                                                 |
| 1989                                            | Sarajewo                                        | 20 – Robert Grzegorczyk                         | DNS                                             | 9 – Beata Szymłowska / Mariusz Siudek           | 13 – Kinga Zielińska / Marcin Głowacki                                                                       |                                                 |                                                 |
| 1990                                            | Colorado Springs                                | DNS                                             | DNS                                             | DNS                                             | 9 – Kinga Zielińska / Marcin Głowacki                                                                        |                                                 |                                                 |
| 1991                                            | Budapeszt                                       | 22 – Robert Grzegorczyk                         | 15 – Zuzanna Szwed                              | 10 – Beata Szymłowska / Mariusz Siudek          | 12 – Agnieszka Domańska / Marcin Głowacki 19 – Sylwia Nowak / Sebastian Kolasiński                           |                                                 |                                                 |
| 1992                                            | Hull                                            | 14 – Zbigniew Komorowski                        | 17 – Anna Rechnio                               | 10 – Agniszka Pihut / Marek Osowski             | 11 – Sylwia Nowak / Sebastian Kolasiński                                                                     |                                                 |                                                 |
| 1993                                            | Seul                                            | DNS                                             | 6 – Anna Rechnio                                | DNS                                             | – Sylwia Nowak / Sebastian Kolasiński                                                                        |                                                 |                                                 |
| 1994                                            | Colorado Springs                                | DNS                                             | 7 – Anna Rechnio 8 – Zuzanna Szwed              | 14 – Rita Chałubińska / Sławomir Borowiecki     | – Sylwia Nowak / Sebastian Kolasiński                                                                        |                                                 |                                                 |
| 1995                                            | Budapeszt                                       | 24 – Adam Załęgowski                            | 7 – Zuzanna Szwed                               | DNS                                             | – Iwona Filipowicz / Michał Szumski                                                                          |                                                 |                                                 |
| 1996                                            | Brisbane                                        | 27 – Adam Załęgowski                            | 23 – Sabina Wojtala 29 – Rita Chałubińska       | 4 – Magdalena Sroczyńska / Sławomir Borowiecki  | 7 – Jolanta Bury / Łukasz Zalewski 12 – Aleksandra Kauc / Michał Przyk 15 – Agata Błażowska / Michał Kozubek |                                                 |                                                 |
| 1997                                            | Seul                                            | 35 – Adam Załęgowski                            | 27 – Sabina Wojtala                             | 19 – Luiza Kowalczyk / Artur Szeliski           | – Agata Błażowska / Michał Kozubek                                                                           |                                                 |                                                 |
| 1998                                            | Saint John                                      | 27 – Bartosz Domański                           | 5 – Anna Jurkiewicz                             | 16 – Aneta Kowalska / Łukasz Różycki            | 8 – Aleksandra Kauc / Filip Bernadowski                                                                      |                                                 |                                                 |
| 1999                                            | Zagrzeb                                         | 31 – Bartosz Domański                           | 5 – Sabina Wojtala 25 – Anna Jurkiewicz         | 17 – Aneta Kowalska / Łukasz Różycki            | 8 – Aleksandra Kauc / Filip Bernadowski 24 – Kamila Przyk / Sławomir Janicki                                 |                                                 |                                                 |
| 2000                                            | Oberstdorf                                      | 29 – Bartosz Domański                           | 14 – Sabina Wojtala                             | DNS                                             | 22 – Agata Rosłońska / Michał Tomaszewski 23 – Dominika Polakowska / Marcin Trębacki                         |                                                 |                                                 |
| 2001                                            | Sofia                                           | 35 – Krzysztof Komosa                           | 31 – Anna Jurkiewicz                            | 17 – Aneta Kowalska / Artur Szeliski            | 12 – Agata Rosłońska / Michał Tomaszewski                                                                    | [ 1 ]                                           |                                                 |
| 2002                                            | Hamar                                           | 23 – Maciej Kuś                                 | 19 – Magdalena Leska                            | 14 – Dominika Piątkowska / Aleksandr Lewincow   | 15 – Agata Rosłońska / Michał Tomaszewski                                                                    | [ 2 ]                                           |                                                 |
| 2003                                            | Ostrawa                                         | 23 – Przemysław Domański                        | 35 – Magdalena Leska                            | 17 – Joanna Dusik / Patryk Szałaśny             | 26 – Paulina Urban / Marcin Trębacki                                                                         | [ 3 ]                                           |                                                 |
| 2004                                            | Haga                                            | 16 – Przemysław Domański                        | DNS                                             | DNS                                             | 23 – Joanna Budner / Jan Mościcki                                                                            | [ 4 ]                                           |                                                 |
| 2005                                            | Kitchener                                       | 14 – Przemysław Domański                        | 24 – Ilona Senderek                             | DNS                                             | 16 – Joanna Budner / Jan Mościcki                                                                            | [ 5 ] [ 6 ] [ 7 ]                               |                                                 |
| 2006                                            | Lublana                                         | 22 – Mateusz Chruściński                        | 23 – Laura Czarnotta                            | 13 – Aneta Michałek / Bartosz Paluchowski       | 12 – Joanna Budner / Jan Mościcki                                                                            | [ 8 ] [ 9 ] [ 10 ] [ 11 ]                       |                                                 |
| 2007                                            | Oberstdorf                                      | 20 – Maciej Cieplucha                           | 34 – Laura Czarnotta                            | 13 – Krystyna Klimczak / Janusz Karweta         | 13 – Joanna Budner / Jan Mościcki                                                                            | [ 12 ]                                          |                                                 |
| 2008                                            | Sofia                                           | 24 – Maciej Cieplucha                           | 38 – Aneta Michałek                             | 16 – Krystyna Klimczak / Janusz Karweta         | 16 – Anastasija Gawryłowicz / Maciej Bernadowski                                                             | [ 13 ]                                          |                                                 |
| 2009                                            | Sofia                                           | 26 – Sebastian Iwasaki                          | 34 – Alexandria Riordan                         | 13 – Krystyna Klimczak / Janusz Karweta         | 27 – Justyna Plutowska / Dawid Pietrzyński                                                                   | [ 14 ]                                          |                                                 |
| 2010                                            | Haga                                            | 18 – Sebastian Iwasaki                          | DNS                                             | 18 – Anastasija Lewszyna / Jakub Tyc            | 20 – Justyna Plutowska / Dawid Pietrzyński                                                                   | [ 15 ]                                          |                                                 |
| 2011                                            | Gangneung                                       | 24 – Kamil Białas                               | 27 – Alexandra Kamieniecki                      | 14 – Magdalena Klatka / Radosław Chruściński    | 22 – Baily Carroll / Peter Gerber                                                                            | [ 16 ]                                          |                                                 |
| 2012                                            | Mińsk                                           | 28 – Kamil Dymowski                             | DNS                                             | 13 – Magdalena Klatka / Radosław Chruściński    | DNS | [ 17 ]                                          |                                                 |
| 2013                                            | Mediolan                                        | 27 – Kamil Dymowski                             | 36 – Agata Kryger                               | 15 – Marcelina Lech / Jakub Tyc                 | 29 – Joanna Zając / Cezary Zawadzki                                                                          | [ 18 ]                                          |                                                 |
| 2014                                            | Sofia                                           | 37 – Krzysztof Gała                             | 33 – Agata Kryger                               | DNS                                             | 23 – Beatrice Tomczak / Damian Binkowski                                                                     | [ 19 ]                                          |                                                 |
| 2015                                            | Tallinn                                         | 38 – Krzysztof Gała                             | DNS                                             | DNS                                             | 7 – Natalia Kaliszek / Maksym Spodyriew                                                                      | [ 20 ]                                          |                                                 |
| 2016                                            | Debreczyn                                       | DNS                                             | 39 – Aleksandra Rudolf                          | DNS                                             | 20 – Ołeksandra Borysowa / Cezary Zawadzki 26 – Jenna Hertenstein / Damian Binkowski                         | [ 21 ]                                          |                                                 |
| 2017                                            | Tajpej                                          | 40 – Ryszard Gurtler                            | DNS                                             | DNS                                             | 29 – Ołeksandra Borysowa / Cezary Zawadzki                                                                   | [ 22 ] [ 23 ]                                   |                                                 |
| 2018                                            | Sofia                                           | 46 – Eryk Matysiak                              | 39 – Oliwia Rzepiel                             | DNS                                             | 26 – Ołeksandra Borysowa / Cezary Zawadzki                                                                   | [ 24 ] [ 25 ] [ 26 ]                            |                                                 |
| 2019                                            | Zagrzeb                                         | 37 – Kornel Witkowski                           | 40 – Oliwia Rzepiel                             | DNS                                             | 28 – Olivia Oliver / Piotr Palejew                                                                           | [ 27 ] [ 28 ] [ 29 ]                            |                                                 |
| 2020                                            | Tallinn                                         | 29 – Kornel Witkowski                           | 7 – Jekatierina Kurakowa                        | DNS                                             | 26 – Oliwia Borowska / Filip Bojanowski                                                                      | [ 30 ] [ 31 ] [ 32 ]                            |                                                 |